# Гней Корнелий Лентул (консул 146 года до н. э.)
Гней Корне́лий Ле́нтул (лат. Gnaeus Cornelius Lentulus; II век до н. э.) — римский политический деятель из патрицианского рода Корнелиев, консул 146 года до н. э. Возможно, сын консула 201 года до н. э. того же имени (немецкий антиковед Фридрих Мюнцер считает это недоказуемым, но вполне вероятным).
В 161 году до н. э. Гней Корнелий отправился послом в Кирену вместе с Публием Апустием. Не позже 149 года до н. э., учитывая требования закона Виллия, он должен был занимать пост претора, а в 146 году до н. э. достиг консульства вместе с плебеем Луцием Муммием (впоследствии Ахаиком). Лентул не фигурирует в источниках в связи со своим консулатом, из чего исследователи заключают, что его провинцией была Италия.
Сыном Гнея Корнелия, возможно, был консул 97 года до н. э. того же имени.